# بيتر سفوبودا
بيتر سفوبودا (بالإنجليزية: Petr Svoboda)‏ هو لاعب هوكي الجليد أمريكي، ولد في 20 يونيو 1980 في يهلافا في التشيك.

## وصلات خارجية
- بيتر سفوبودا على موقع أرشيف الشارخ.
- بيتر سفوبودا على موقع دوري الهوكي الوطني (الإنجليزية)
- بيتر سفوبودا على موقع EliteProspects.com (الإنجليزية)
- بيتر سفوبودا على موقع HockeyDB.com (الإنجليزية)
- بيتر سفوبودا على موقع Hockey-Reference.com (الإنجليزية)